# سهره پابزرگ
سهره پابزرگ (نام علمی: Pezopetes capitalis) نام یک گونه از تیره زردپره‌ایان است.